# Aphthona almorensis
Aphthona almorensis es una especie de  coleóptero de la familia Chrysomelidae. Fue descrita científicamente por primera vez en 2002 por Konstantinov & Lingafelter.